# Goreopagurus poorei
Goreopagurus poorei is een tienpotigensoort uit de familie van de Paguridae. De wetenschappelijke naam van de soort is voor het eerst geldig gepubliceerd in 2003 door Lemaitre & McLaughlin.